# المدرسة الشرفية
المدرسة الشرفية هي مجمع مدارس دينية يقع في مدينة حلب السورية.

## طالع أيضًا
- مدرسة الفردوس
- المدرسة السلطانية
- المدرسة العثمانية
- المدرسة الظاهرية البرانية
- حلب القديمة
- المدرسة الخسروية